# برنهارد ترارس
برنهارد ترارس (انگلیسی: Bernhard Trares؛ زادهٔ ۱۸ اوت ۱۹۶۵) بازیکن فوتبال اهل آلمان است.
از باشگاه‌هایی که در آن بازی کرده‌است می‌توان به باشگاه فوتبال آلمانیا آخن، باشگاه فوتبال مونیخ ۱۸۶۰، باشگاه فوتبال کارلسروهه، باشگاه ورزشی وردر برمن، و باشگاه فوتبال دارمشتات ۹۸ اشاره کرد.